# Démocratie Québec
Démocratie Québec est un parti politique municipal de la ville de Québec ayant existé de 2012 à 2024. Il a été fondé par Anne Guérette, il est autorisé par le Directeur général des élections du Québec le 18 juillet 2012.

## Historique

### Fondation
Anne Guérette fonde son propre parti politique, Démocratie Québec, lequel est autorisé par le Directeur général des élections du Québec le 18 juillet 2012. Le 15 janvier 2013, un autre jeune parti, Alternative Québec, décide de se fusionner avec celui-ci.

### Fusion avec Québec autrement

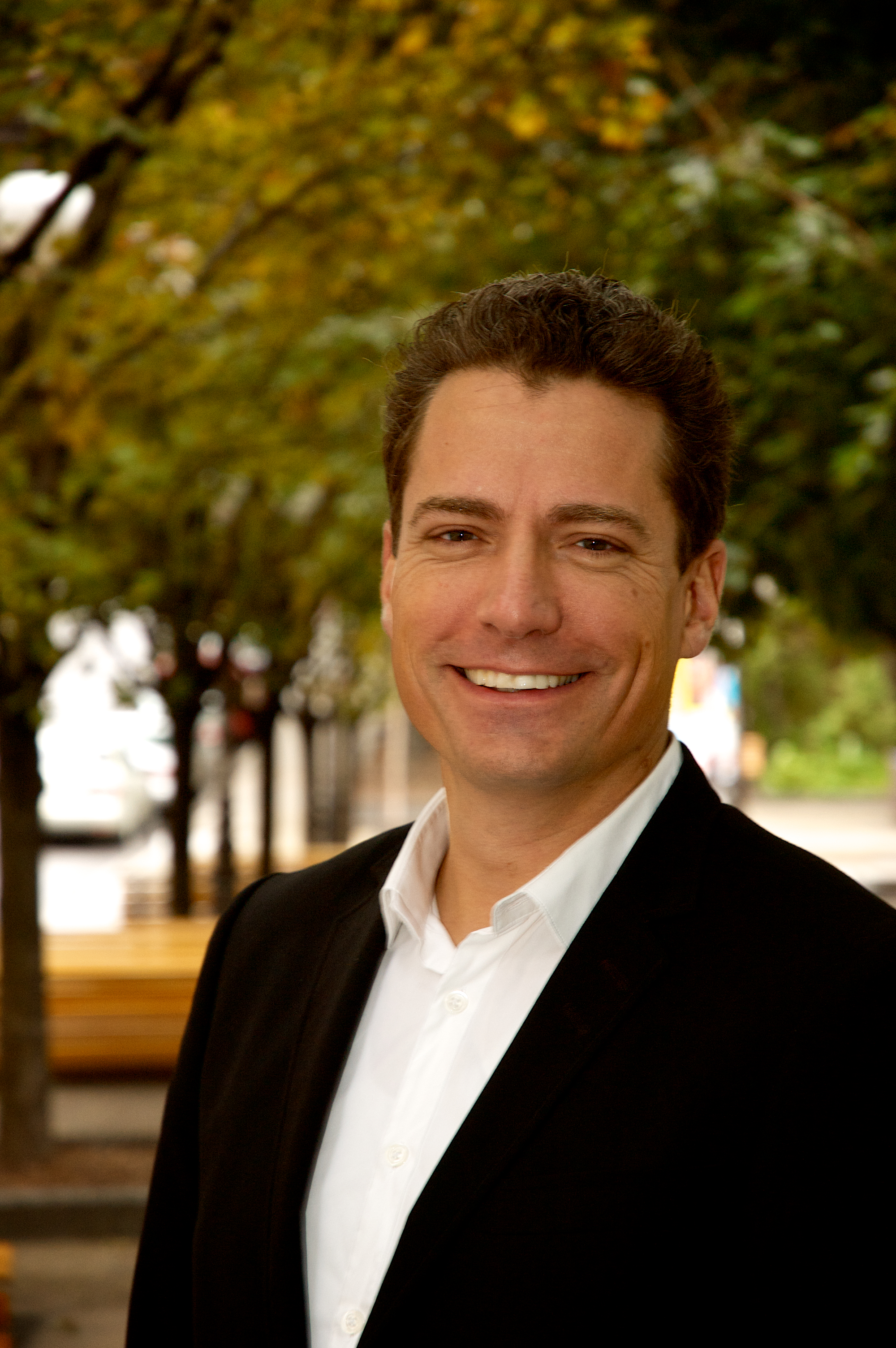
David Lemelin, chef de 2013 à 2014.

Lancé par Pierre Boucher, ancien président de la Commission de la capitale nationale du Québec, Québec autrement a déposé en mars 2012 sa demande officielle de création accompagnée de 800 signatures d’appui au DGEQ. Un mois plus tard, en avril 2012, le parti est officiellement reconnu.
En juin 2012, le parti se dote de son premier chef, David Lemelin. Quelques jours plus tard, la fusion avec le parti Défi Québec est officialisée.
Le 18 février 2013, Yvon Bussières, conseiller de Saint-Sacrement-Belvédère, change officiellement son statut au sein du Conseil municipal et siège dorénavant sous la bannière de Québec autrement. Il devient ainsi le premier représentant officiel du parti au Conseil. Le 15 mars 2013, deux conseillers de l'Équipe Labeaume, Patrick Paquet et Ginette Picard-Lavoie, cette fois-ci affiliée à l'Équipe Labeaume, rejoignent les rangs du parti formant ainsi un premier caucus avec Yvon Bussières.
Le 3 mai 2013, Québec autrement se fusionne avec Démocratie Québec. Le nouveau parti conserve le nom de Démocratie Québec mais prend les couleurs et l'image de marque de Québec autrement. À la suite de cette fusion, Anne Guérette, qui avait fondé le parti, laisse son poste de chef à David Lemelin. Ce dernier devient le candidat à la mairie et Anne Guérette la cheffe de l'aile parlementaire.

### Opposition officielle au conseil municipal 2013-2017
Démocratie Québec parvient à établir ses rangs lors de l'élection municipale de 2013 en faisant élire 3 conseillers municipaux soit : Anne Guérette, Yvon Bussière et Paul Shoiry. Pour sa part David Lemelin alors chef du parti récolte 24 % des votes à la mairie de Québec.
Toutes ces conditions réunies désignent finalement Démocratie Québec comme la nouvelle opposition officielle de la Ville de Québec.
Ce nouvel état de fait attribue un budget officiel d'environ 500 000 $ à Démocratie Québec en tant qu'opposition officielle de la Ville.

### Démocratie Québec perd son statut d'opposition officielle en 2017
En 2017, ne faisant élire qu'un seul conseiller (Jean Rousseau), Démocratie Québec perd le titre d'opposition officielle au profit de Québec 21, un parti fondé par Jean-François Gosselin qui lui, a fait élire 2 conseillers.

### Dissolution du parti
Le 4 décembre 2023, par la voie d'un communiqué aux médias, le conseil d'administration de la formation politique fait l'annonce de la dissolution du parti qui aura lieu en 2024, afin de se conformer aux règles du Directeur général des élections du Québec.

## Direction

### Chefs du parti

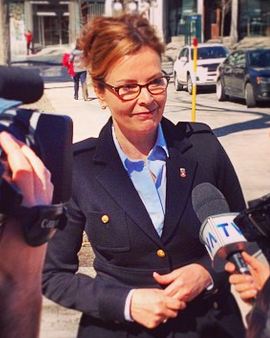
Anne Guérette, chef sortante de Démocratie Québec et fondatrice du parti.

- Du 18 juillet 2012 au 3 mai 2013 : Anne Guérette (conseillère du Vieux-Québec-Montcalm)
- Du 3 mai 2013 au 20 mars 2014 : David Lemelin
- Du 13 mai 2014 : Benoit Gingras (intérim)
- Du 10 mars 2016 au 3 décembre 2016 : Yvon Bussière (intérim)
- Du 4 décembre 2016 au 7 novembre 2017: Anne Guérette (conseillère du Vieux-Québec-Montcalm)[9]
- Du 30 novembre 2017 au 03 octobre 2020: Mbaï-Hadji Mbaïrewaye (intérim)[10]
- Du 03 octobre 2020 au 19 juin 2022 Jean Rousseau [11]
- Du 19 juin 2022 à 2024: Philippe Moussette (intérim)

### Chefs de l'aile parlementaire
- Du 3 mai 2013 au 20 septembre 2013 (début de la campagne électorale municipale): Anne Guérette (conseillère du Vieux-Québec-Montcalm)
- Du 8 novembre 2013 au 07 novembre 2017: Paul Shoiry (conseiller de Saint-Louis-Sillery et Chef de l'Opposition)
- Du 07 novembre 2017 au 07 novembre 2021 : Jean Rousseau (conseiller de Cap-aux-Diamants)

### Membres du conseil d'administration
- 2023
  - Philippe Mousette, chef par intérim
  - Paulette Gauvin, présidente
  - Julie Morency, agente officielle
  - Katia Garon, administratrice
  - Jason Noble, administrateur
  - David Johnson, administrateur

## Résultats électoraux
À sa première participation électorale, Québec autrement termine deuxième lors d’une élection partielle tenue le dimanche 18 novembre 2012 dans le district de Saint-Rodrigue, dernière le candidat de l'Équipe Labeaume. La candidate du parti, Marie-France Painchaud, recueille alors 23 % des voix exprimées.
À l'élection municipale de 2013, Démocratie Québec fait élire trois candidats sur une possibilité de 21 : Anne Guérette, Yvon Bussières et Paul Shoiry. Le chef David Lemelin obtient 24 % des votes à la mairie contre Régis Labeaume qui obtient 74 % des votes. David Lemelin ne peut sièger au conseil puisque même son colistier, Conrad Verret, a été défait. Il quitte ses fonctions à la suite de cette élection
En 2017, Démocratie Québec ne réussit qu'à faire élire un seul conseiller, son candidat dans Cap-aux-Diamants Jean Rousseau. Étant le colistier de la chef du parti Anne Guérette, il ouvre directement la porte à la continuation d'Anne Guérette au sein du conseil municipal de la ville de Québec.
Cependant cette dernière refuse et annonce qu’elle quitte la vie politique après 3 mandats comme conseillère à l'hôtel de ville de Québec. Ainsi le seul candidat élu de Démocratie Québec, Jean Rousseau, qui était aussi le colistier de la cheffe sortante, siégera seul au conseil municipal de Québec.
| Élection                      | Chef          | Qualité     | Mairie | Conseillers | Slogan                      |
| ----------------------------- | ------------- | ----------- | ------ | ----------- | --------------------------- |
| Élections municipales de 2013 | David Lemelin | Journaliste | Non    | 3 / 21      | Citoyens d'abord            |
| Élections municipales de 2017 | Anne Guérette | Architecte  | Non    | 1 / 21      | Prenons notre ville en main |
| Élections municipales de 2021 | Jean Rousseau | Chimiste    | Non    | 0 / 21      | Ensemble, c'est mieux       |

## Annexe